# Cumann
Un cumann (mot irlandais signifiant « association » ; pluriel : cumainn) est une branche de plusieurs partis politiques irlandais, au niveau local le plus petit. Le terme cumann s'emploie aussi pour décrire une association non politique.
Traditionnellement, le Fianna Fáil et le Sinn Féin ont appelé leurs branches locales par ce mot. Le Fine Gael l'emploie aussi pour ses branches locales du collège électoral de Clare.

## Être membre d'un cumann
La plupart des membres d'un parti politique irlandais sont membres d'une unité locale. Normalement, il faut être membre d'un cumann pour espérer remporter une élection, qu'elle soit nationale, locale, ou interne au parti.
L'exemple le plus connu d'une personnalité éminente qui dérogea à ce principe est Cearbhall Ó Dálaigh (plus tard président d'Irlande) : il ne fut jamais membre d'un cumann, même s'il était membre du Comité Exécutif National du Fianna Fail dans les années 1930.

## Structure du Fianna Fáil
Au sein du Fianna Fail, les unités élémentaires du parti sont le cumann, le Comhairle Ceantair (conseil territorial) et le Comhairle Dail Cheantair (conseil de circonscription électorale). Le Comhairle Ceantair est une sorte d'unité de district, regroupant un certain nombre de Cumainn pour un territoire géographique donné (généralement une circonscription électorale d'un County Council), tandis que le Comhairle Dail Cheantair regroupe tous les cumainn ou tous les Comhairli Ceantair dans une circonscription électorale du Dáil (parlementaire).